# Sivotrbi zovoj
Sivotrbi zovoj (lat. Pterodroma inexpectata) je morska ptica iz porodice zovoja. Duga je 33-35 cm, s rasponom krila 74-82 cm.
Pelagična je, gotovo uvijek izbjegava kopno. Na kopnu se nalazi samo za vrijeme sezone parenja i podizanja mladih. Hrani se ribama i lignjama, a ponekad i rakovima. Za gniježdenje koristi jazbine i udubljenja u stijenama.
Endem je Novog Zelanda. Gnijezdi se na njemu i još nekim manjim otocima, pa odlazi prema Beringovu moru, koncentrirajući se na Aljaski zaljev i Aleutske otoke.

## Vanjske poveznice
|  | Zajednički poslužitelj ima još gradiva o temi Pterodroma inexpectata |
|  | Wikivrste imaju podatke o taksonu Pterodroma inexpectata             |